# Plac Żwirki i Wigury w Tarnowskich Górach
Plac Żwirki i Wigury w Tarnowskich Górach, Ulica Żwirki i Wigury w Tarnowskich Górach (do 1925 i w latach 1939–1945 Neuring, 1925–1939 Nowy Rynek) – jeden z placów (oficjalnie ulica) zabytkowego śródmieścia w Tarnowskich Górach położony między ulicą Piastowską a Kaczyńcem.

## Historia
W miejscu dzisiejszego placu Żwirki i Wigury początkowo znajdowało się miejsce handlu bydłem, czyli tzw. Ochsenring (pol. „Rynek Wołowy”). Targ ten został zniesiony w 1862 roku, gdy na placu – którego nazwę zmieniono na Neuring (pol. „Nowy Rynek”) – postawiono pomnik ministra Karla vom Steina. W 1925 roku, po przyłączeniu Tarnowskich Gór do Polski, nazwę placu urzędowo zmieniono na Nowy Rynek, natomiast pomnik barona vom Steina usunięto.
Po II wojnie światowej plac pełnił funkcje dworca autobusowego. Odjeżdżały stąd m.in. linie do Bytomia, Zabrza, Gliwic czy Krupskiego Młyna. W 1977 dworzec przeniesiono na plac między ulicami Częstochowską i Pokoju. W późniejszym czasie na placu utworzono parking strzeżony. Po jego likwidacji pozostał parking bezpłatny.
W przeszłości pojawiały się plany przekształcenia placu w skwer, jednak decyzja Urzędu Miasta w tej sprawie jak dotąd nie zapadła.
Od kwietnia 2012 parking na placu Żwirki i Wigury ponownie ma charakter płatnego chronionego.
W styczniu 2018 w ramach projektu tzw. Srebrnej Drogi, na placu zostało wymienione oświetlenie. Stare sodowe lampy jarzeniowe zastąpiono latarniami LED-owymi o świetle białym, mającym symbolizować wielowiekowy związek miasta z górnictwem rud srebronośnych.

## Budynki
Przy placu Żwirki i Wigury znajduje się kilka budynków o cechach zabytkowych; figurują one w Gminnej Ewidencji Zabytków miasta Tarnowskie Góry:
- budynek dawnego hotelu „Prinz Regent” z dużą salą taneczną i teatralną, założony w 1849 roku przez ówczesnego burmistrza, Antona Klausę. Po II wojnie światowej budynek został znacząco przebudowany, mieścił kino „Europa”, a obecnie chińskie centrum handlowe[13] – pl. Żwirki i Wigury 1,
- kamienica z 1910 roku – pl. Żwirki i Wigury 2,
- budynek mieszczący niegdyś siedzibę Wolnego Cechu Krawców i Kuśnierzy (niem. Freie Schneider- und Kürschnerinnung)[14] – pl. Żwirki i Wigury 3,
- budynek mieszkalno-usługowy z 1899 roku – pl. Żwirki i Wigury 4,
- kamienica z 1865 roku, przebudowana w 1893 – pl. Żwirki i Wigury 6.

Wpisanymi do Gminnej Ewidencji Zabytków obiektami są również budynki znajdujące się przy placu Żwirki i Wigury, lecz adresowo należące do ulicy Piastowskiej:
- kamienica z 1897 roku – ul. Piastowska 4,
- kamienica z 1882 roku, przebudowana w 1899 – ul. Piastowska 5 (róg ul. Piastowskiej i pl. Żwirki i Wigury),
- kamienica z 1887 roku – ul. Piastowska 6,
- wybudowany w 1883 roku gmach poczty, po przebudowie siedziba Banku Rzeszy (Kaiserliche Reichsbanknebenstelle). W drugiej połowie XX wieku siedziba szkoły muzycznej. Obecnie mieści m.in. biura Miejskiego Zarządu Ulic i Mostów[15] – ul. Piastowska 8 (róg ul. Piastowskiej i pl. Żwirki i Wigury).

## Mieszkalnictwo
Według danych Urzędu Stanu Cywilnego na dzień 31 grudnia 2022 roku przy ulicy Żwirki i Wigury zameldowane na pobyt stały były 54 osoby.